# Urechești (Vrancea)
Pour les articles homonymes, voir Urechești.
Urechești est une commune du județ de Vrancea en Roumanie.

## Démographie
En 2021, la population était de 2 783 habitants.